# Universität von Sambia
Die Universität von Sambia (englisch University of Zambia, kurz UNZA) wurde 1965 in Lusaka gegründet und nahm am 17. März 1966 auf dem Ridgeway Campus ihren Betrieb auf. Sie ist die größte Universität von Sambia.

## Lage
Der Hauptcampus ist der Great East Road Campus, an der Great East Road gelegen und sechs Kilometer vom Stadtzentrum entfernt. Der zweite Bereich wird als Ridgeway Campus bezeichnet. Er liegt an der Nationalist Road südöstlich von Lusaka gegenüber dem University Teaching Hospital (UTH) (deutsch etwa: „Universitätslehrkrankenhaus“) und dient der School of Medicine (sinngemäß: „Fakultät Medizin“).

## Geschichte

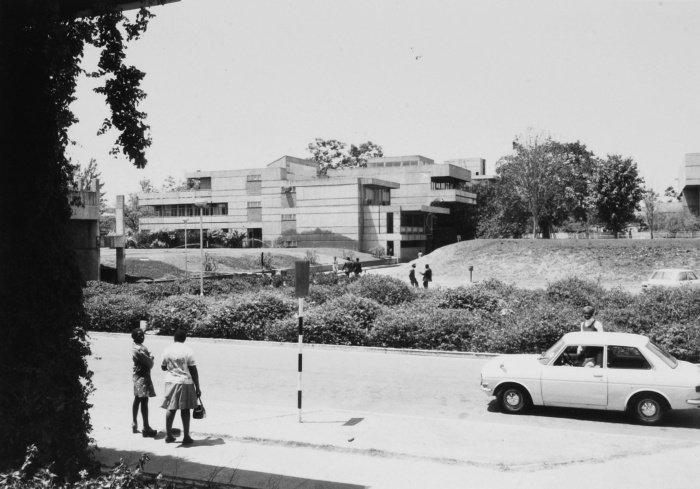
University of Zambia in Lusaka, 1978

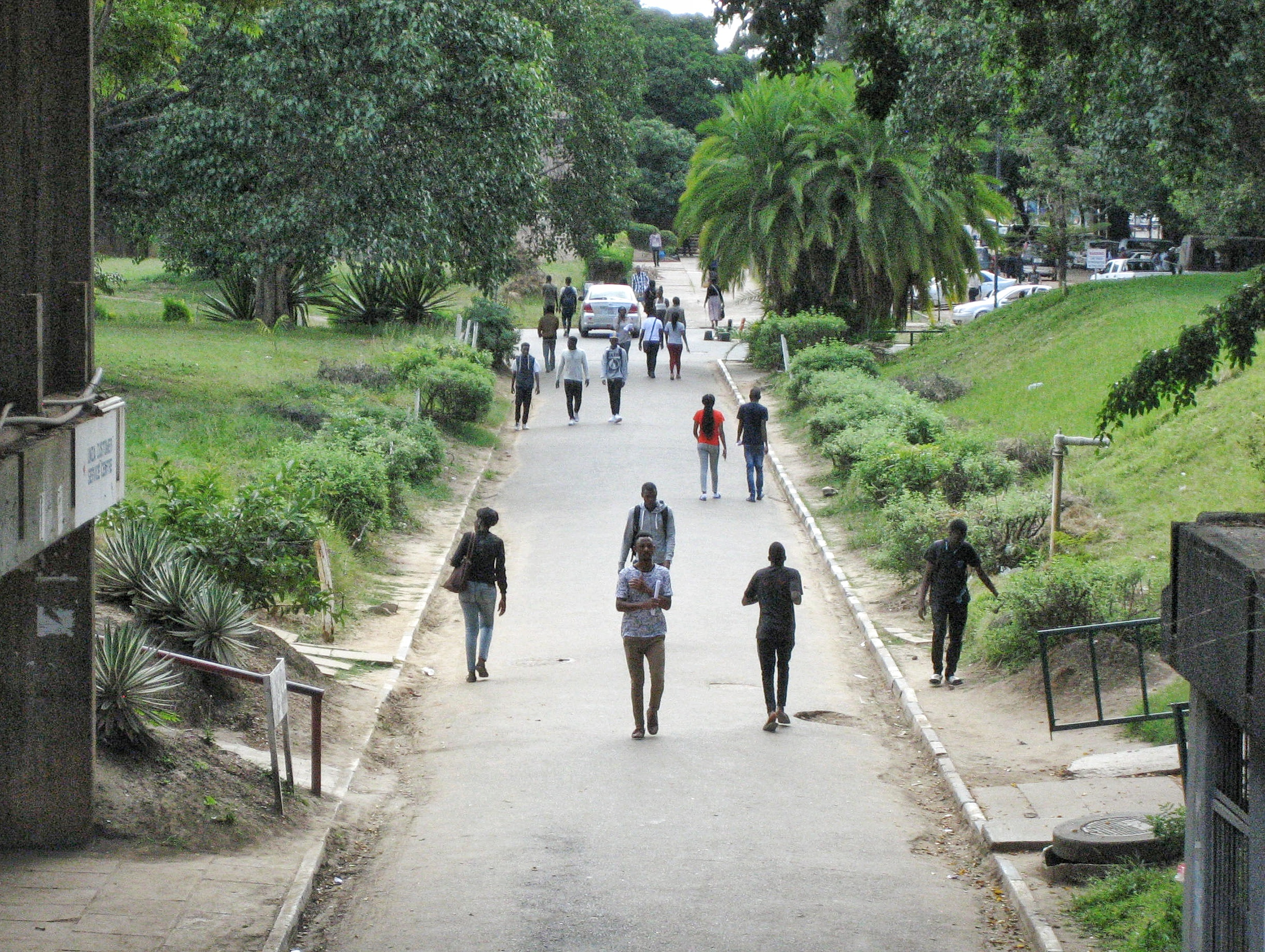
Campus-Anlagen mit Studenten

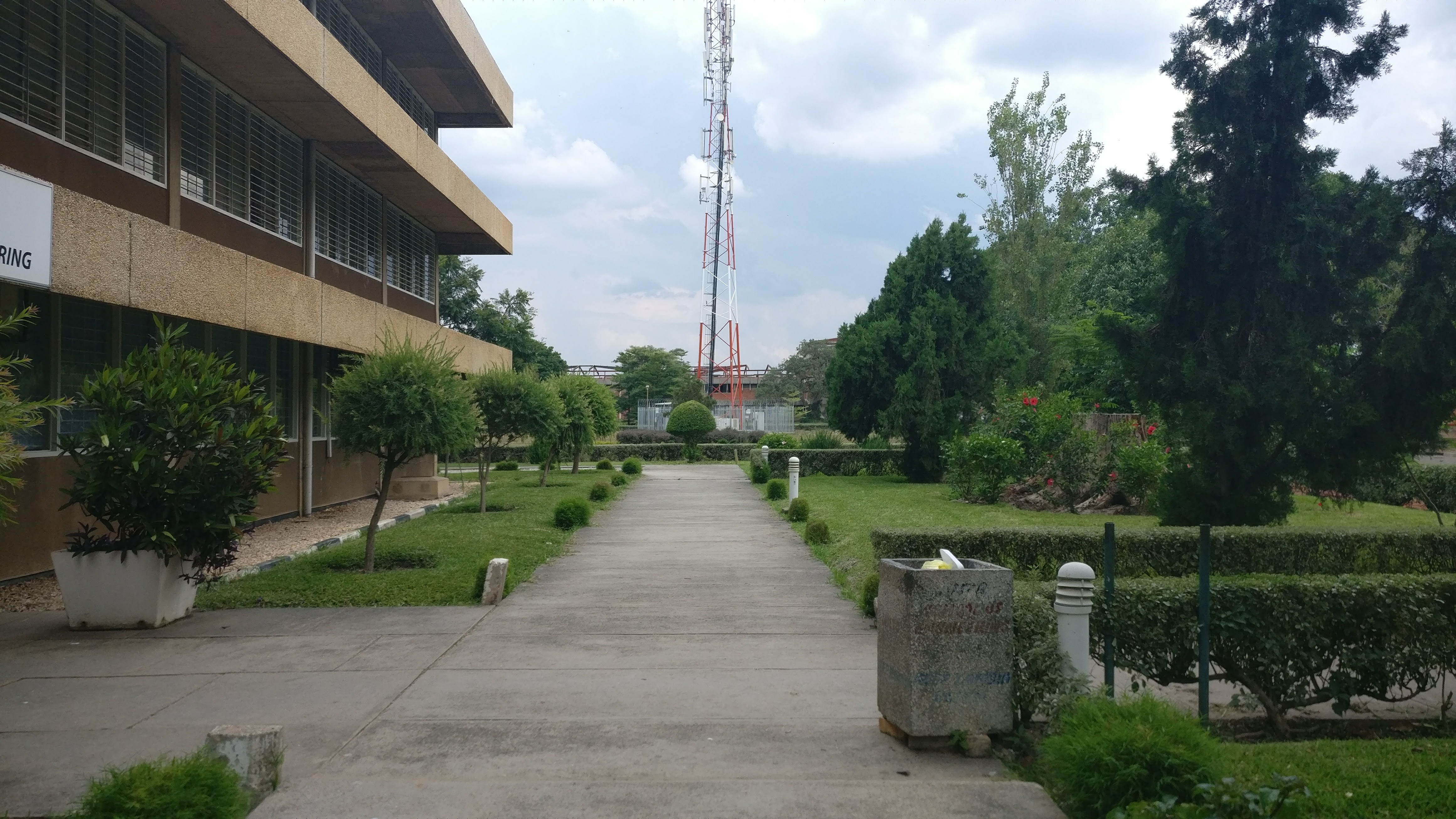
Fachbereich Ingenieurwissenschaften

Die rechtliche Basis zu ihrer Gründung ist das Gesetz Nr. 66 von 1965 (Act of Parliament No. 66 of 1965). Ihre Gründung vollzog sich fast überstürzt, da Sambia zum Zeitpunkt seiner Unabhängigkeit bei 3,5 Mio. Einwohnern gerade mal über 100 Graduierte verfügte. Keine andere britische Kolonie wurde mit so wenig Einheimischen mit College-Abschluss in die Unabhängigkeit entlassen. Die Universität von Sambia gründete ihren Anspruch und ihre Ausrichtung zunächst auf das Rhodes-Livingstone Institute of Social Research (vgl. Manchester School of Anthropology).
Mit der Gründung im Jahre 1966 arbeiteten drei akademische Fachbereiche (Schools): Pädagogik, Geistes- und Sozialwissenschaften und Naturwissenschaften.
Im ersten akademischen Jahr waren 312 Studierende immatrikuliert. Mit der Festigung der Gründungsstrukturen erweiterte sich das Angebot der Universität um weitere Fachbereiche: Recht (1967), Ingenieurwesen (1969), Medizin (1970), Agrarwissenschaften (1971), Bergbau (1973), Wirtschaft und Industriestudien (1978, auf dem Ndola Campus), Umweltschutz (1981, auf dem Ndola Campus) und Veterinärmedizin (1983).
Im Jahre 1975 wurde eine föderale Struktur der Universität festgelegt. Daraus ergaben sich in der Folge drei Hauptstandorte, in den Städten Lusaka, Ndola und Solwezi in der Provinz North-Western. Der University of Zambia Act legte dafür ab 1979 die konstitutionelle Grundlage.

## Akademisches Angebot
An der Universität lernen etwa 10.122 Studenten (2007). Der Campus liegt an der Great East Road, etwa sieben Kilometer außerhalb der Innenstadt Lusakas. Der medizinische Campus liegt am Ridgeway nahe der Universitätsklinik.
Die Universität in Lusaka bietet Studiengänge in Agrar-, Ingenieur-, Natur-, Erziehungs-, Rechts- und Sozialwissenschaften, Medizin, Tiermedizin und Bergbau an. Die Studien dauern vier Jahre, in Ingenieurwissenschaften und Medizin fünf und sieben Jahre.
Die Universität betreibt die School of Agricultural Sciences, die in Eigenständigkeit arbeitet.

## Chancellors
Der Chancellor (Kanzler) nimmt überwiegend repräsentative und politische Aufgaben war. Folgende Personen hatten diese Funktion an der Universität von Sambia inne:
- 1966–1991	Kenneth David Kaunda
- 1992–1997	John M. Mwanakatwe
- 1998–1999	nicht besetzt
- seit 2000	Jacob Mumbi Mwanza[17]

## Vice-Chancellors
Der Vice-Chancellor (Vizekanzler) führt Aufgaben aus, die an Universitäten im deutschsprachigen Raum dem Verantwortungsbereich des Hochschulrektors unterliegen.
Folgende Personen hatten diese Funktion an der Universität von Sambia inne:
- 1965–1969 Douglas George Anglin (später an der Carleton University)[19]
- 1969–1976 L. H. K. Goma
- 1976–1987 Jacob Mumbi Mwanza[20]
- 1987–1991 K. Mwauluka
- 1991–1997 Andrew A. Siwela
- 1997–2002 M. W. Chanda
- 2003–2006 Robert Serpell
- 2007–2015 Stephen Simukanga[21]
- 22. Juni 2015–30. Juni 2016 Enala Mwase[22][23]
- 1. Juli 2016–6. Mai 2022 Luke Evuta Mumba[24][25][26]
- seit Mai 2022 Anne Sikwibele[27][28]

Ferner gibt es die Funktion des Stellvertretenden Vizekanzlers (Deputy Vice-Chancellor). Aktuell (seit Mai 2022) wird sie von Boniface Namangala ausgeübt.

## Periodika
Die Universität ist Herausgeberinstitution nachfolgend aufgezählter periodisch erscheinender Schriften (Stand: Dezember 2022):
- Journal of Adult Education, ISSN 2664-5688 (online)
- University of Zambia Journal of Agricultural and Biomedical Sciences, ISSN 2710-138X (online), ISSN 2226-6410 (print)
- Journal of Law and Social Sciences, ISSN 2226-6402 (online)
- Journal of Lexicography and Terminology, ISSN 2664-0899 (online), ISSN 2517-9306 (print)
- Multidisciplinary Journal of Language and Social Sciences Education, ISSN 2664-083X (online), ISSN 2616-4736 (print)
- Journal of Natural and Applied Sciences
- Journal of Preventive and Rehabilitative Medicine
- Zambia Interdisciplinary Journal of Education (ZIJE), ISSN 2710-0715 (online)
- Zambia Journal of Education, ISSN 2664-3170 (online), ISSN 1996-3645 (print)
- Zambian Journal of Educational Management, Administration and Leadership (ZJEMAL), ISSN 2706-7416 (print), ISSN 2709-1864 (online)
- Zambia Journal of Religion and Contemporary Issues (ZJRCI), ISSN 2709-6963 (online), ISSN 2411-6254 (print)
- Zambia Law Journal (ZLJ), ISSN 1027-7862 (print)
- ZANGO: Zambian Journal of Contemporary Issues, ISSN 1028-3536